# エベロン
エベロンはダンジョンズ&ドラゴンズ(D&D)・ロールプレイングゲームのキャンペーン設定。

## 概要
エベロンでは、D&Dの伝統的な要素や種族が従来とはトーンの異なる世界のなかで機能するように設計されている。伝統的なファンタジーの世界にパルプ・フィクションやダーク・アドベンチャーなどの要素を組み合わせたものであり（後述）、列車、飛空艇、機械じかけといった伝統的ファンタジーにはない空想上の技術が存在し、これらはすべて魔法によって動かされているという設定である。時代的には、コーヴェア（Khorvaire）大陸で広範に巻き起こった破滅的な戦争、「最終戦争」（The Last War）の直後という設定であり、これは第一次世界大戦、およびその後の戦間期をモチーフとしたものである。ただし、剣と魔法のファンタジーを基軸とするダンジョンズ&ドラゴンズにマッチしたセッティングであるため、銃火器にあたる武器は普及していない。
2002年、ウィザーズ・オブ・ザ・コースト社はD&D 第3版の新しい背景世界を展開するにあたり"Fantasy Setting Search"という公募によるコンペを催した。その11,000を超えるエントリーからの当選作がエベロンであり、今日作家・ゲームデザイナーとしての地位を確立したキース・ベイカー (Keith Baker) 氏による作であった。正式に『エベロン・キャンペーン・セッティング』が出版されたのはその後の2004年6月。第4版対応の新しいバージョンは、2009年6月から7月にかけてリリース。第4版でのエベロン関連商品のリリースは以降予定されていない。

## 特色
- 低レヴェルの魔術が日常生活に到るまで頻繁に見られる世界である。メイジライト（Magewright）というNPC専用クラスの存在がこれに関係する[1]。
- クラスに関わらず特定の魔法が使える紋様ドラゴンマークおよび、その能力を使って多国籍企業を運営する十三の家系ドラゴンマーク氏族の存在。
- 他のキャンペーンに比してアラインメントと宗教はやや曖昧に運用される[2]。
- カラシュター（Kalashtar、変身種族）、シフター（Shifter、半獣人）、ウォーフォージド（Warforged、ゴーレム兵）といった種族の追加。
- ベース・クラスとしてアーティフィサー（Artificer）が追加。テクノロジーを基にした"Artificer infusion"を他のクラスが扱う魔法のように用いるクラス。
- 成長とともに与えられ、判定に振り足しのできるAction pointルールの使用。

## 世界

### 地理
- コーヴェア大陸（Khorvaire） - 人間をはじめとする人形種族が多く住み、メインとなる地域。
- 五つ国（Five Nations） - コーヴェア大陸で最も人間族の多く住む地域。元は単一の巨大国家だったが国王の後継者問題に端を発する百年にわたる戦争により分裂した。
- シャーン（Sharn） - 「塔の町」と呼ばれるブレランド（Breland）の首都。重力に反する魔法が強く働き、高い塔が林立している。
- ゼンドリック大陸（Xen'drik） - コーヴェア大陸の南に位置する大陸で、四万年前の巨人国家が滅亡して以来未開の大陸となっている。
- エアレナル（Aerenal） - 死霊術を操るエルフの島国。選ばれた者は死後もデスレス（生者）としてこの世にとどまることができる。

他に夢魔に支配された偽りの理想郷サローナ（Sarlona） および、ドラゴンに支配されている鎖国中のアルゴネッセン（Argonnessen）という大きな大陸が2つ存在する。

### 神話的世界観
3体の「始原の竜」が争い、下記の現在の姿となったことにより世界が生まれたとする創造神話を持つ。
- エベロン（Eberron - とぐろを巻いた中つ竜（"The Dragon Between"）、地上界となり世界そのものの名前となる。
- シベイ（Siberys） - カイバーにより引き裂かれた上つ竜（"The Dragon Above"）、惑星を取り巻くリングとなり、滴った血がドラゴン族となる。
- カイバー（Khyber） -エベロンのとぐろに封じ込まれた下つ竜（ "the Dragon Below"）、魔族の故郷である地底世界となる。他のキャンペーンでの「アンダーダーク」に当たる。

エベロンには12の衛星が存在し、13個目の見えない月の存在も囁かれている。なお、エベロンの設定には「12 + 1 = 13」という数字が頻繁に現れ、この世界のテーマに関わっている。

### 世界観のルーツ
作者のベイカー氏はVR-1というゲームスタジオで"Lost Continents"と題されたMMORPGの製作に携わっていた。この作品は完成前にリリース取り止めとなったが、エベロンの「パルプ」的要素はこの作品と共通するものである。また、ノワール映画やスチームパンクの要素も意図されている。『エベロン・キャンペーン・セッティング』の本文中ではこの世界を理解し、プレイするうえでインスピレーションになる映画として以下が挙げられている。
- ジェヴォーダンの獣 (Brotherhood of the Wolf)
- カサブランカ (Casablanca)
- フロム・ヘル (From Hell)
- マルタの鷹 (The Maltese Falcon)
- ハムナプトラ/失われた砂漠の都 (The Mummy)
- 薔薇の名前 (The Name of the Rose)
- パイレーツ・オブ・カリビアン/呪われた海賊たち (Pirates of the Caribbean: The Curse of the Black Pearl)
- レイダース/失われたアーク《聖櫃》 (Raiders of the Lost Ark)
- スリーピー・ホロウ (Sleepy Hollow)

## 関連商品リスト
- 小説
  - 『ドリーミング・ダーク』3部作、キース・ベイカー著、日本語版：ホビージャパン・HJ文庫
    - 第1部　シャーンの群塔 [上・下] ISBN 4894256622 ISBN 4894256630
    - 第2部　砕かれた大地 [上・下] ISBN 489425719X ISBN 4894256630
    - 第3部　夜の門 ISBN 4894257718
- コンピューターゲーム
  - ダンジョンズ&ドラゴンズ オンライン
  - en:Dungeons & Dragons: Dragonshard